# David Marston Clough
David Marston Clough (Lyme, 27 dicembre 1846 – Everett, 28 agosto 1924) è stato un politico statunitense.
È stato il 13º governatore del Minnesota e vicegovernatore del Minnesota. Era repubblicano.

## Biografia
Nato nel New Hampshire, era il quarto di quattordici figli. La sua famiglia era formata da agricoltori del New England insediatisi nei pressi del fiume Rum, in Minnesota. David Clough aiutò la sua famiglia soprattutto con il taglio del legname. Le sue esperienze d'infanzia gli servirono sia per la sua attività da imprenditore sia come dipendente pubblico in uno Stato dove l'agricoltura e il legname dominano l'economia.
I primi affari di Clough, all'età di 20 anni, lo sollevarono dalla povertà e lo lanciarono verso la ricchezza e la carriera politica. Si trasferì a Minneapolis nel 1872 dove fu eletto al consiglio comunale undici anni più tardi e poi al Senato del Minnesota. Dal Senato, avanzò alla carica di vicegovernatore sotto il repubblicano Knute Nelson; quando quest'ultimo venne eletto al Senato degli Stati Uniti, divenne governatore.
La prima amministrazione Clough fu contraddistinta dalla ratifica di significative modifiche della costituzione dello Stato, comprese quelle che istituirono la grazia e la revoca del diritto di voto per gli stranieri. Durante il suo secondo mandato, vinto di misura nel 1895, il parlamento statale aumentò le tasse su alcune industrie private e emanò leggi sul lavoro infantile.
Nel 1900 il magnate delle ferrovie James J. Hill esortò Clough a impiantare un'impresa di legname vicino allo stretto di Puget. Fino alla sua morte all'età di 77 anni, Clough visse nello Stato di Washington, dove difese gli interessi degli imprenditori in un periodo di crescente conflitti con i lavoratori.